# Airasca

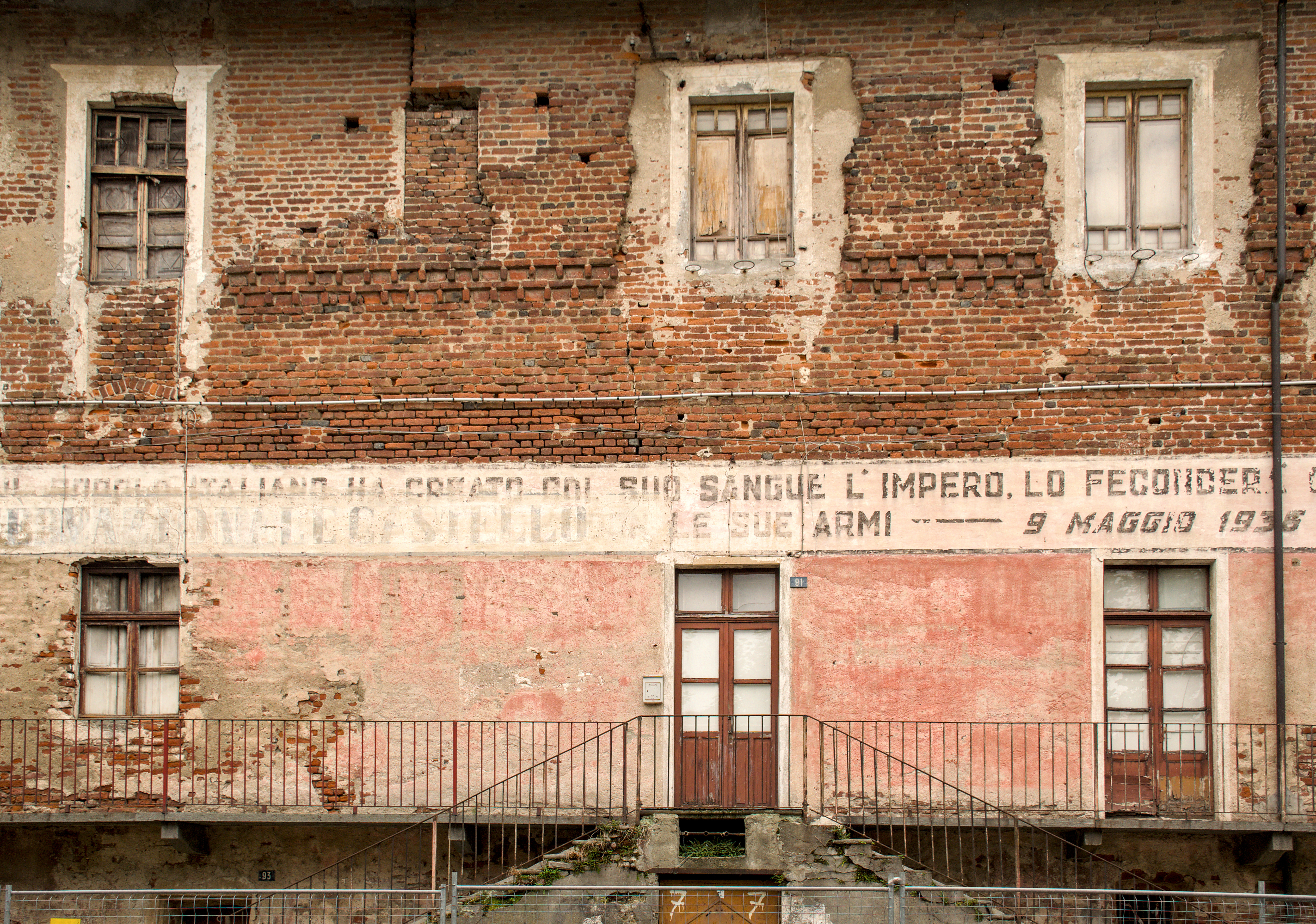
Airasca

Airasca (Airasca in piemontese) è un comune italiano di 3 702 abitanti della città metropolitana di Torino in Piemonte.

## Geografia fisica

### Territorio
Il comune si trova in una zona pianeggiante a sud-ovest di Torino in direzione di Pinerolo, ricca di acque sorgive di originaria vocazione agricola, che dista circa 24 chilometri a sud-ovest dal capoluogo.
In paese operano molte associazioni di volontariato.
Airasca è il comune in cui ha a lungo vissuto ed è morto lo scrittore, poeta e pedagogo Telesio Montesello.

### Idrografia
Ricco di acque sorgive, è bagnato dai torrenti Rio Torto, Gingo, Nicola Alto, Nicola Basso, Nova della Stazione e Corniana.

## Origini del nome
Il toponimo è controverso: prima il Flechia nel 1871 poi l'Olivieri nel 1965 affermano che derivi dal gentilizio Arrius, unito al suffisso di origine ligure -asco. La voce Ayrasca, nei pochi documenti risalenti al medioevo, giunti fino a noi, la si trova solo a partire dalla seconda metà del XIV secolo. Un'altra versione, ma meno attendibile, afferma che il nome Airasca deriva da Ajra o Aja, ossia "luogo dove si battevano le messi". 
Ulteriore versione è invece comprovata da studi genealogici (presenti nel Notiziario della famiglia Cocca di San Marco dei Cavoti di Andrea Jelardi e nel volume Memorial del centenario de Ernesto Maria Cocca edito in Argentina nel 1984) ove, a proposito della famiglia Cavigliasso y Airasca cui apparteneva la moglie di Cocca, Teresa, si afferma che tale casato diede alla storia valorosi ammiragli e, proprio per tale motivo, nel 1326, il conte Bertolino Piossasco Di Rossi volle onorare quest'antica famiglia dando appunto il nome di Airasca al borgo e al castello edificati a poca distanza da Torino.

## Storia
Anticamente il borgo era il feudo dei Piossaschi Derossi, conti di Piossasco, sin dal XIII secolo, la cui ultima investitura risale al 1791 con il Conte Felice. Il centro abitato si è sviluppato intorno ad un castello dalla struttura alquanto deteriorata.
Il paese nel 1693 venne semidistrutto dalle truppe francesi al comando del generale Catinat. Il territorio di Airasca inoltre, fece parte della "Gran riserva delle Regie cacce" ed era noto anticamente per i boschi cedui, per le piante ad alto fusto.

### Simboli
Lo stemma ed il gonfalone del comune sono stati concessi con decreto del presidente della Repubblica del 26 giugno 1973.

## Monumenti e luoghi d'interesse
La chiesa parrocchiale di San Bartolomeo venne costruita nel 1332 e ampliata nel 1828. Al suo interno si possono ammirare sulle pareti del presbiterio affreschi, un pulpito e un coro ligneo del XVI secolo e del XVII secolo. Alla cappella del XVI secolo è addossato il campanile risalente al Trecento.
 
L'antico Castello appartenne ai conti Piossasco-Airasca ed è affrescato con alcuni dipinti risalenti al XV ed al XVII secolo.

## Società

### Evoluzione demografica
A partire dall'anno 1971, la popolazione residente è praticamente raddoppiata.
Abitanti censiti

### Etnie e minoranze straniere
Secondo i dati Istat al 31 dicembre 2017, i cittadini stranieri residenti ad Airasca sono 260, così suddivisi per nazionalità, elencando per le presenze più significative:
1. Romania, 167
2. Marocco, 25
3. Albania, 21

## Cultura

### Feste e ricorrenze
Il primo lunedì di aprile il paese è teatro della Fiera Primaverile, festoso mercato che pervade tutto il paese, al quale si affiancano gli stand delle associazioni di volontariato operanti in paese e i giochi delle giostre in piazza San Bartolomeo.
In occasione del carnevale, Airasca ospita una sfilata di carri allegorici provenienti da vari comuni limitrofi, che percorrono via Roma dalla Cappella San Rocco fino a via Stazione accompagnati da figuranti e maschere tradizionali piemontesi; le maschere di Airasca sono il Prajé (l'addetto alla manutenzione dei canali di irrigazione) e la Marghera (manifattura del burro).
Per celebrare la festa patronale (San Bartolomeo apostolo - 24 agosto) il Comune, i commercianti e l'associazione "Amici di Bacco" organizzano quella che è ormai diventata la tradizionale "Sagra del Pollo". Si tratta di una gran mangiata di pollo nostrano allevato in cascina e preparato in tutte le salse (rolatine, grigliate, insalata, carpione, finanziera) direttamente nelle apposite aree allestite in piazza Castello e lungo le strade del paese.
Oltre all'aspetto eno-gastronomico (completato dalla degustazione del burro, abbinato a salami e acciughe sotto sale) non manca quello ludico. A completare la festa infatti vi sono musica, balli al palchetto, spettacolo pirotecnico e ovviamente... il divertente "Palio dei Polli", disfida che vede i vari borghi di Airasca (Aurora, Castello, Daval, Rosella, Stazione e San Rocco) impegnati a far vincere il loro "pennuto".

## Infrastrutture e trasporti
La stazione di Airasca, posta sulla linea ferrovia Torino-Torre Pellice, è servita da treni regionali in servizio sulla linea 2 del servizio ferroviario metropolitano di Torino, svolti da Trenitalia nell'ambito del contratto di servizio stipulato con la Regione Piemonte.
Fra il 1884 e il 1986 l'impianto risultava altresì località di diramazione della ferrovia Airasca-Saluzzo.

## Amministrazione
Di seguito è presentata una tabella relativa alle amministrazioni che si sono succedute in questo comune.
| Periodo        | Periodo        | Primo cittadino      | Partito                      | Carica  | Note  |
| -------------- | -------------- | -------------------- | ---------------------------- | ------- | ----- |
| 9 luglio 1985  | 21 giugno 1990 | Rinaldo Borda        | Democrazia Cristiana         | Sindaco | [ 8 ] |
| 21 giugno 1990 | 24 aprile 1995 | Rinaldo Borda        | lista civica                 | Sindaco | [ 8 ] |
| 24 aprile 1995 | 14 giugno 1999 | Giovanni Andreazzoli | centro                       | Sindaco | [ 8 ] |
| 14 giugno 1999 | 14 giugno 2004 | Giovanni Andreazzoli | lista civica                 | Sindaco | [ 8 ] |
| 14 giugno 2004 | 8 giugno 2009  | Michele Clemente     | lista civica                 | Sindaco | [ 8 ] |
| 8 giugno 2009  | 26 maggio 2014 | Giovanni Andreazzoli | lista civica                 | Sindaco | [ 8 ] |
| 26 maggio 2014 | 27 maggio 2019 | Leopoldo De Riso     | lista civica De Riso sindaco | Sindaco | [ 8 ] |
| 27 maggio 2019 | 10 giugno 2024 | Leopoldo De Riso     | lista civica De Riso sindaco | Sindaco | [ 8 ] |
| 10 giugno 2024 | in carica      | Leopoldo De Riso     | lista civica De Riso sindaco | Sindaco | [ 8 ] |

## Galleria d'immagini

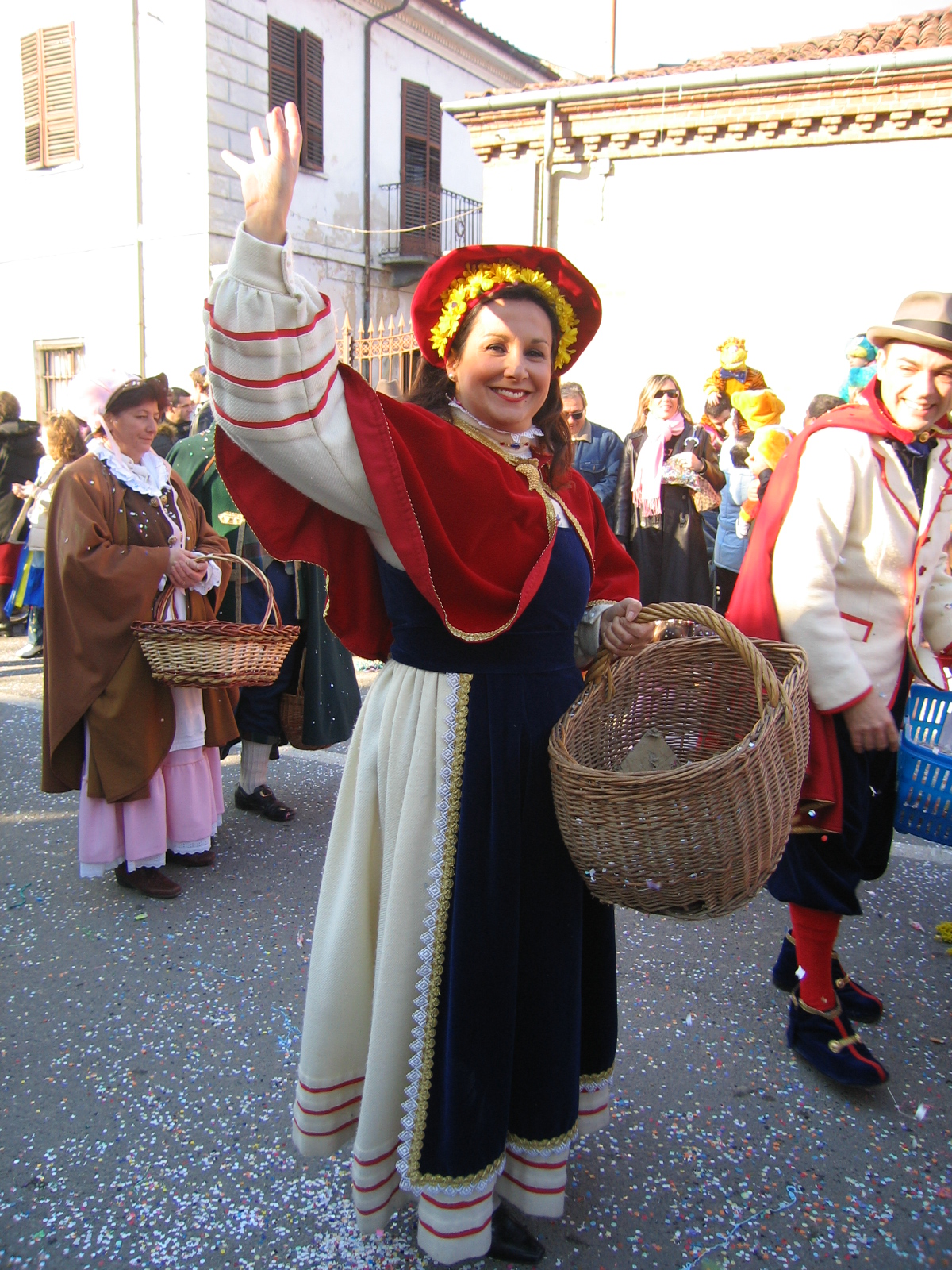
La Marghera, maschera tradizionale
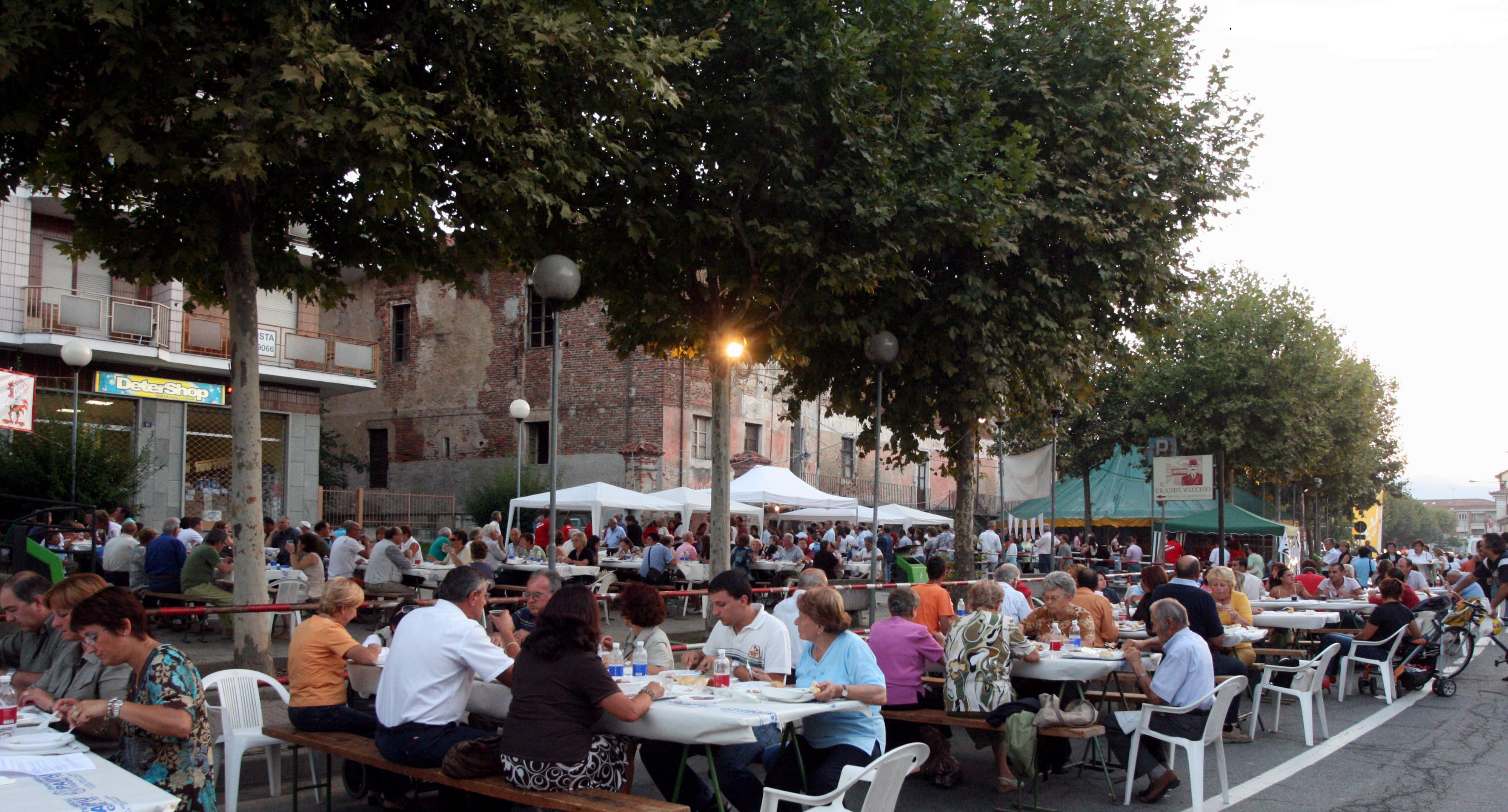
Veduta della sagra del pollo
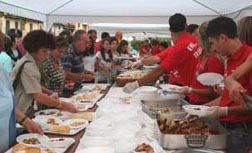
Distribuzione del pollo
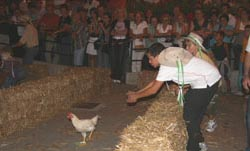
Palio dei polli 2007
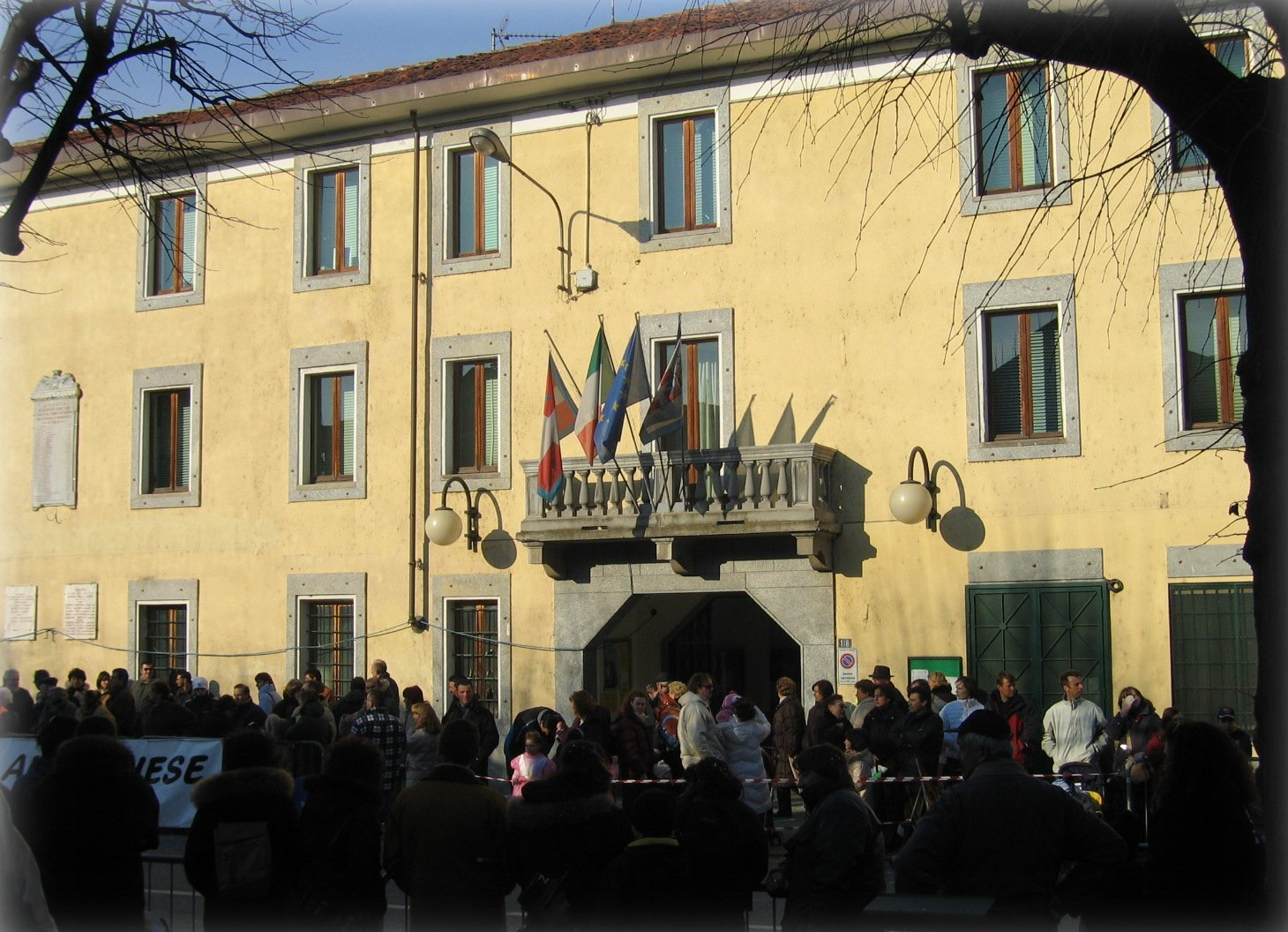
Il palazzo del Comune
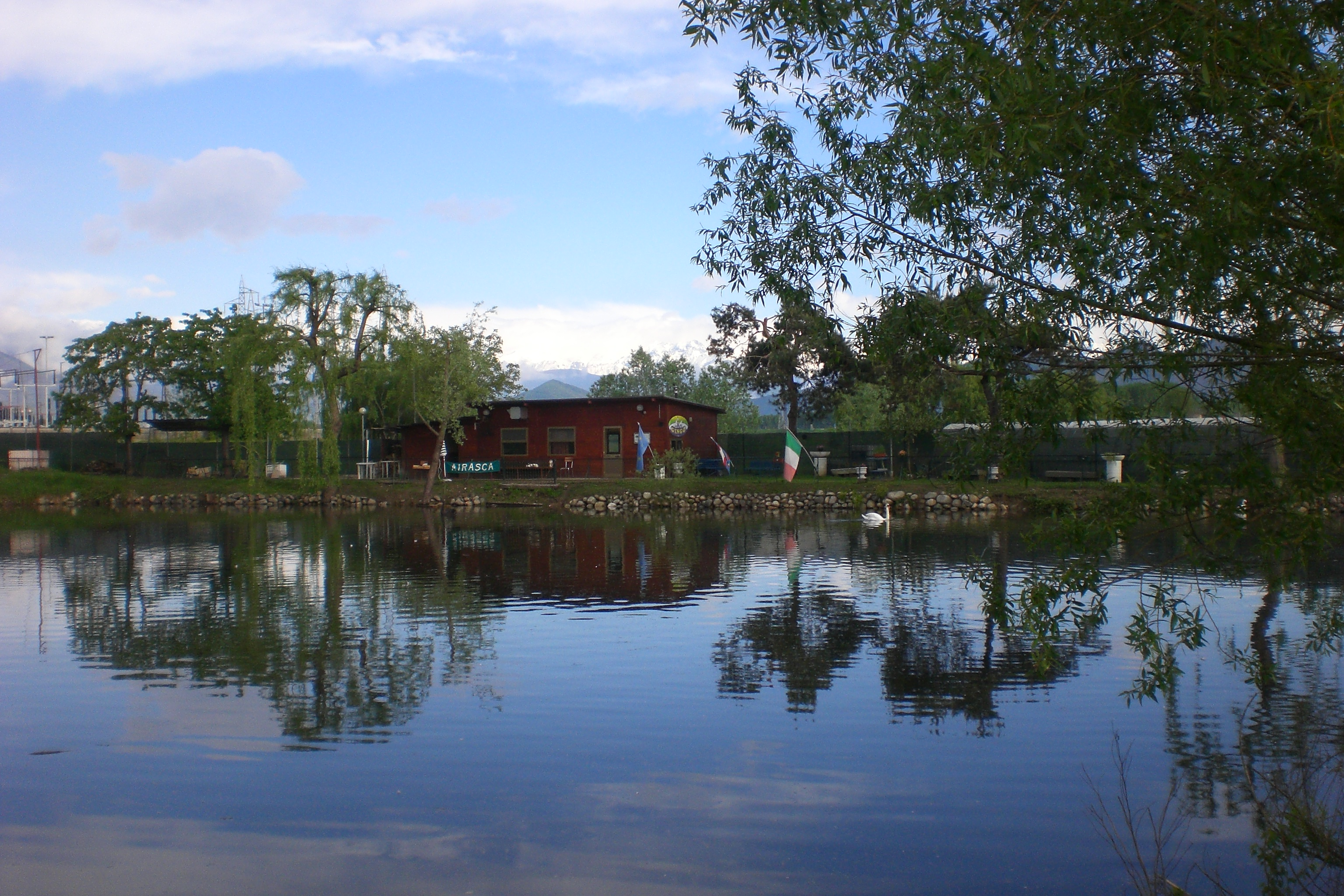
Il Gingo